# Monodontomerus
Monodontomerus is een geslacht van vliesvleugeligen uit de familie Torymidae. De wetenschappelijke naam van dit geslacht is voor het eerst geldig gepubliceerd in 1833 door Westwood.

## Soorten
Het geslacht Monodontomerus omvat de volgende soorten:
- Monodontomerus acrostigmus Grissell, 2000
- Monodontomerus aeneus (Fonscolombe, 1832)
- Monodontomerus aereus Walker, 1834
- Monodontomerus anthidiorum (Lucas, 1849)
- Monodontomerus argentinus Brèthes, 1913
- Monodontomerus bakeri Gahan, 1941
- Monodontomerus brevicrus Grissell, 2000
- Monodontomerus canariensis Hedqvist, 1979
- Monodontomerus clementi Grissell, 1973
- Monodontomerus cubensis Gahan, 1941
- Monodontomerus dentipes (Dalman, 1820)
- Monodontomerus desantisi Grissell, 2000
- Monodontomerus dianthidii Gahan, 1941
- Monodontomerus indiscretus Gahan, 1941
- Monodontomerus japonicus Ashmead, 1904
- Monodontomerus kazakhstanicus Grissell & Zerova, 2000
- Monodontomerus laricis Mayr, 1874
- Monodontomerus laticornis Grissell & Zerova, 1985
- Monodontomerus lymantriae Narendran, 1994
- Monodontomerus mandibularis Gahan, 1941
- Monodontomerus menticle Grissell, 2000
- Monodontomerus mexicanus Gahan, 1941
- Monodontomerus minor (Ratzeburg, 1848)
- Monodontomerus montivagus Ashmead, 1890
- Monodontomerus noyesi Narendran, 1994
- Monodontomerus obscurus Westwood, 1833
- Monodontomerus osmiae Kamijo, 1963
- Monodontomerus parkeri Grissell, 2000
- Monodontomerus primaevus Brues, 1923
- Monodontomerus rasputin Fernando, 1958
- Monodontomerus rugulosus Thomson, 1876
- Monodontomerus schrottkyi Brèthes, 1916
- Monodontomerus strobili Mayr, 1874
- Monodontomerus tectus Grissell, 2000
- Monodontomerus tepedinoi Grissell, 2000
- Monodontomerus thorpi Grissell, 2000
- Monodontomerus torchioi Grissell, 2000
- Monodontomerus usticensis Riggio & De Stefani, 1888
- Monodontomerus vicicellae (Walker, 1847)
- Monodontomerus viridiscapus Gahan, 1941